# Tanz der Lemminge
Tanz der Lemminge ist eine Doppel-LP und das dritte Album der deutschen Psychedelic-Rock-Band Amon Düül II.

## Geschichte
Tanz der Lemminge besteht aus zwei Teilen, die zweite LP enthält den Soundtrack zu dem Film "Chamsin", der 1970 entstand.
Jede der LP-Seiten ist recht unterschiedlich, zeichnet doch immer ein anderes Mitglied der Band für die Songs verantwortlich. Seite 1 stammt vom Gitarristen Chris Karrer, entsprechend steht die akustische Gitarre im Vordergrund. Hier wird schon seine Vorliebe für spanische oder orientalische Musik erkennbar, die er später auf seinen Soloplatten auslebte.
Seite 2 ist überwiegend von John Weinzierl (ebenfalls Gitarre) und deutlich härter, mit mehr klassischen E-Gitarrenriffs. Sie erinnert an Hawkwind oder andere Spacerockbands.
Seite 3 stammt von dem Elektroniker der Band, Falk Rogner, entsprechend sind ruhige, fast meditative Soundmalereien enthalten, die an Ummagumma von Pink Floyd erinnern (besonders an die Livescheibe).
Seite 4 enthält dagegen die kürzeren Tracks.
Mit Shrat (der sein eigenes Projekt Sameti gestartet hatte) und Renate Knaup waren zwei Gründungsmitglieder von Amon Düül nicht bei den Aufnahmen dabei (Henriette Krötenschwanz Knaup hat allerdings doch einen kurzen Gesangsauftritt in "Riding On A Cloud"). Dafür waren der Bassist Lothar Meid (vorher kurz bei Embryo) und der Elektronikspezialist und Toningenieur Karl-Heinz Hausmann in die Gruppe gekommen. Als Gast ist zudem Jimmy Jackson (damals bei Embryo) an allerlei Tasteninstrumenten zu hören (er ersetzt damit Falk Rogner in den ersten beiden Stücken). "Tanz der Lemminge" ist daher das wohl tastenlastigste Album der Düüls, was sich in verschiedenen Passagen voller verzerrter, schriller und jaulender Orgelklänge und etwas, das wie Mellotronchöre klingt (auf dem Cover steht "Choir-Organ"), äußert.

## Titelliste

### Seite 1
1. SYNTELMAN'S MARCH OF THE ROARING SEVENTIES – 15:51
  1. In the Glass Garden – 1:39
  2. Pull Down Your Mask – 4:39
  3. Prayer to the Silence – 1:04
  4. Telephonecomplex – 8:26

### Seite 2
1. RESTLESS SKYLIGHT-TRANSISTOR-CHILD – 19:33
  1. Landing in a Ditch – 1:12
  2. Dehypnotized Toothpaste – 0:52
  3. A Short Stop at the Transylvanian Brain-Surgery – 5:00
  4. Race From Here to Your Ears. Part I – Little Tornadoes – 2:08
  5. Race From Here to Your Ears. Part II – Overheated Tiara – 1:46
  6. Race From Here to Your Ears. Part III – The Flyweighted Five – 1:26
  7. Riding on a Cloud – 2:33
  8. Paralyzed Paradise – 3:07
  9. H.G. Wells' Take Off – 1:26

### Seite 3(Chamsin Soundtrack)
1. The Marilyn Monroe-Memorial-Church – 18:05

### Seite 4(Chamsin Soundtrack)– 14.59
1. Chewing Gum Telegram – 2:41
2. Stumbling Over Melted Moonlight – 4:33
3. Toxicological Whispering – 7:45

## Besetzung
- Renate Knaup-Krötenschwanz – Gesang (11)
- Chris Karrer – Gitarre, Gesang (2, 4), Geige
- John Weinzierl – Gitarre, Gesang (12), Klavier
- Falk Rogner – Orgel, Synthesizer
- Lothar Meid – Bass, Gesang (7, 11)
- Peter Leopold – Schlagzeug, Percussion, Klavier

mit:
- Jimmy Jackson – Orgel, Klavier
- Al Gromer – Sitar
- Rolf Zacher – Gesang (13)